# Margarita (telenovela)
Margarita é uma telenovela filipina produzida e exibida pela ABS-CBN, cuja transmissão ocorreu em 2007.

## Elenco
- Wendy Valdez - Greta Paredes
- Bruce Quebral - Rodrigo Toledo
- Diether Ocampo - Bernard Beltran
- Rio Locsin - Adora Trinidad